# خوان روفيرا تاراثونا
خوان روفيرا تارازونا (بالإسبانية: Juan Rovira Tarazona)‏ (5 مايو 1930 - 3 يونيو 1990)، هو سياسي إسباني من حزب اتحاد الوسط الديمقراطي (UCD) وشغل منصب وزير الصحة والضمان الاجتماعي من أبريل 1979 إلى سبتمبر 1980.